# أرت فليتشير
أرت فليتشير (بالإنجليزية: Art Fletcher)‏ هو لاعب كرة قاعدة أمريكي، ولد في 5 يناير 1885 في كلينسفيل في الولايات المتحدة، وتوفي في 6 فبراير 1950 في لوس أنجلوس في الولايات المتحدة.

## وصلات خارجية
- أرت فليتشير على موقعبيزبول رفرنس.كوم (الدوري الرئيسي) (الإنجليزية)
- أرت فليتشير على موقعبيزبول رفرنس.كوم (الدوري الثانوي) (الإنجليزية)
- أرت فليتشير على موقع جمعية أبحاث البيسبول الأمريكية (الإنجليزية)